# Енискорти
Енискорти (на английски: Enniscorthy; на ирландски: Inis Córthaidh) е град в югоизточната част на Ирландия, графство Уексфорд на провинция Ленстър. Разположен е около река Слейни на 24 km северозападно от административния център на графството Уексфорд. Основан е през 5 век. Архитектурна забележителност на града е замъка „Енискорти Касъл“, построен през 1205 г. Той е вторият по големина град в графството след Уексфорд. Има жп гара, от 16 ноември 1863 г., от която на юг се пътува до Уексфорд, а на север до столицата Дъблин. Населението му е 3241 жители от преброяването през 2006 г. 

## Побратимени градове
- Жимон, Франция